# Myxophaga
Myxophaga (Grieks: slijm - eters) zijn een kleine onderorde van de kevers (Coleoptera), met in totaal slechts ongeveer 100 soorten. Ze zijn meestal klein en in het water levend, of geassocieerd met drijvend materiaal of oevers, tussen de bodemkorrels. Ze leven vaak van algen. In Nederland komt voor zover bekend maar een, zeer kleine (< 1 mm) soort voor, namelijk Sphaerius acaroides.
Ze worden gekenmerkt door notopleurale naden, al zijn die soms moeilijk te zien.

## Onderverdeling
De onderorde is als volgt onderverdeeld:
- Superfamilie Asiocoleoidea Rohdendorf, 1961  †
  - Familie Asiocoleidae Rohdendorf, 1961  †
  - Familie Tricoleidae Ponomarenko, 1969  †
- Superfamilie Rhombocoleoidea Rohdendorf, 1961  †
  - Familie Rhombocoleidae Rohdendorf, 1961  †
- Superfamilie Schizophoroidea Ponomarenko, 1968  †
  - Familie Schizophoridae Ponomarenko, 1968  †
  - Familie Catiniidae Ponomarenko, 1968  †
  - Familie Schizocoleidae Rohdendorf, 1961  †
- Superfamilie Lepiceroidea Hinton, 1936 (1882)
  - Familie Lepiceridae Hinton, 1936 (1882)
- Superfamilie Sphaeriusoidea Erichson, 1845
  - Familie Torridincolidae Steffan, 1964
    - Onderfamilie Torridincolinae Steffan, 1964
    - Onderfamilie Deleveinae Endrödy-Younga, 1997

  - Familie Hydroscaphidae LeConte, 1874
  - Familie Sphaeriusidae Erichson, 1845 (Oeverkogeltjes)